# Carreiras
Carreiras ist ein Ort und eine ehemalige Gemeinde (Freguesia) im portugiesischen Kreis (Concelho) von Portalegre. Die Gemeinde hatte 583 Einwohner (Stand 30. Juni 2011).

## Geschichte
Funde belegen eine Besiedlung des heutigen Gemeindegebietes seit der Jungsteinzeit. Über die Ursprünge des heutigen Ortes ist nicht viel bekannt. Die frühesten Spuren der heutigen Siedlung stammen aus dem Mittelalter. Vermutlich entstand der heutige Ort im Verlauf der Besiedelungspolitik nach Abschluss der portugiesischen Reconquista. Die Gemeindekirche stammt aus dem 16. Jahrhundert, seither besteht Carreiras als eigenständige Gemeinde.
Am 29. September 2013 wurden die Gemeinden Carreiras und Ribeira de Nisa zur neuen Gemeinde União das Freguesias de Ribeira de Nisa e Carreiras zusammengeschlossen.

## Kultur und Sehenswürdigkeiten
Die Gemeindekirche Igreja Paroquial de Carreiras, nach ihrem Schutzpatron des hl. Sebastian auch Igreja de São Sebastião, steht unter Denkmalschutz. Weitere Baudenkmäler Carreiras sind eine mittelalterliche Wegpflasterung, und ein noch nicht umfassend ausgegrabener und klassifizierter Fund einer jungsteinzeitlichen Siedlung, des Povoado do Veloso.

## Gemeinwesen
Carreiras verfügt über eine Gesundheitsstation, als Außenstelle des Gesundheitszentrums von Portalegre, einer Einrichtung im landesweiten Netz des staatlichen portugiesischen Gesundheitssystems Serviço Nacional de Saúde.
Der 120 Mitglieder zählende Sportverein Associação da Juventude Carreirens (dt. etwa: Vereinigung der Jugend Carreiras) betreibt Fußball, Futsal, Paintball, Mountainbikefahren, Bogenschießen, Camping, Veranstaltungen der Jugendbegegnung, und er beteiligt sich an der Organisation von Dorffesten.